# 62 Dywizjon Pancerny

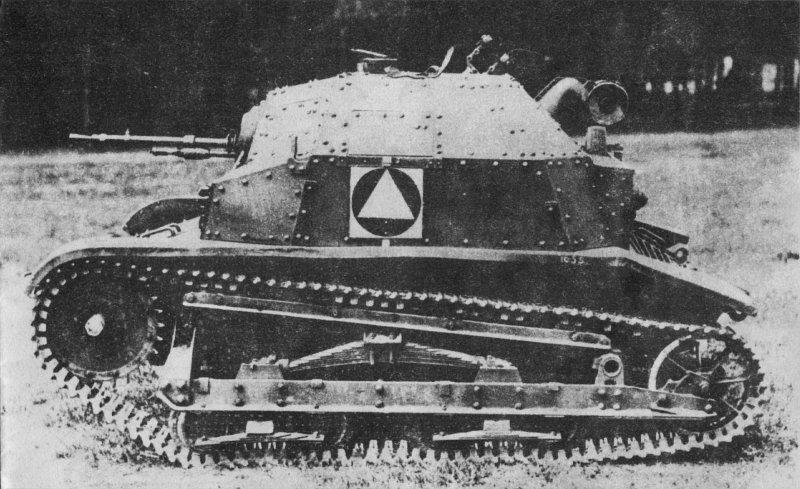
Czołg TKS

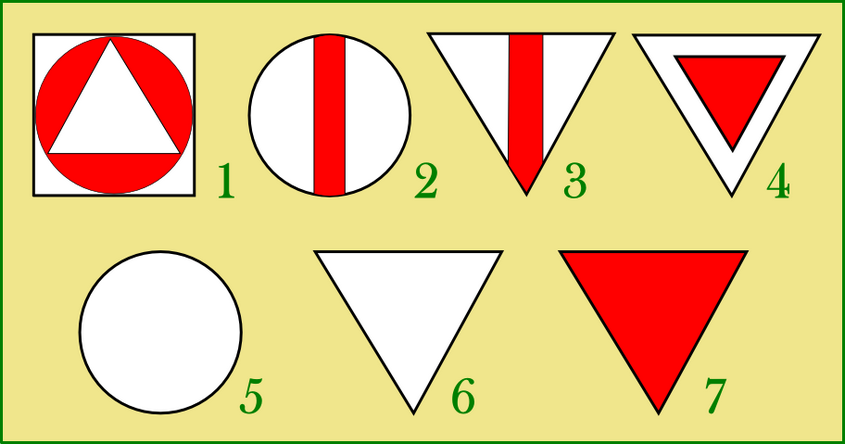
Znaki taktyczne malowane na czołgach lekkich i rozpoznawczych

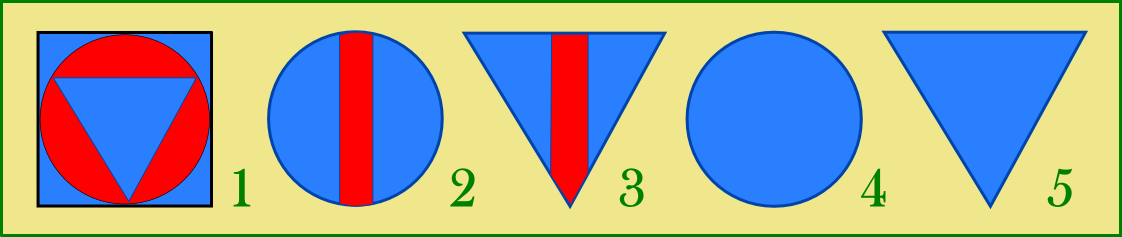
Znaki taktyczne malowane na pojazdach pancernych

62 Dywizjon Pancerny – pancerny pododdział rozpoznawczy Wojska Polskiego II Rzeczypospolitej.
Dywizjon nie występował w pokojowej organizacji wojska. Został sformowany w sierpniu 1939 roku we Lwowie, dla Podolskiej Brygady Kawalerii. Jednostką mobilizującą był 6 batalion pancerny.

## 62 dpanc w kampanii wrześniowej

### Mobilizacja
62 dywizjon pancerny został zmobilizowany w trakcie mobilizacji alarmowej we Lwowie, w dniach 24-26 sierpnia, w grupie jednostek oznaczonych kolorem żółtym w czasie A+60. Po zmobilizowaniu nocą 29/30 sierpnia został załadowany do transportu kolejowego. 30 sierpnia dywizjon wyruszył transportem kolejowym w rejon koncentracji Podolskiej BK na terenie operacyjnym Armii „Poznań”. 

### Działania bojowe
Jeszcze w drodze 1 września został ostrzelany przez samoloty wroga na stacji kolejowej Koluszki. Kilku żołnierzy poległo, a kilku zostało rannych oraz poniesiono w sprzęcie. 2 września wyładował się we Wrześni i odjechał do lasów koło Nekli, gdzie otrzymał rozkaz: marszem nocnym przejść na lewy brzeg Warty. 3 września po plutonie samochodów pancernych przydzielono do pododdziałów rozpoznawczych, działających na kierunkach Poznań - Nowy Tomyśl z 9 pułku ułanów i Poznań Pniewy z 14 pułku ułanów. Szwadron czołgów rozwinął się w lesie koło jeziora Niegruszewskiego, gdzie odtwarzał sprawność techniczną. 4 września dywizjon przejechał na prawy brzeg Warty i zatrzymał się w lesie koło Swarzędza. 5 września rozkazem dowódcy Podolskiej BK podjął marsz w kierunku Ślesina. W marszu w rejonie Kleczewa pod Sławoszewkiem, dywizjon zbombardowany został przez samoloty Luftwaffe. Poległo 2 żołnierzy, 6 zostało rannych, wśród nich por. Jan Tabaczyński, zniszczony został jeden czołg TKS. Ze względu na ciężką chorobę do szpitala odjechał dowódca dywizjonu, dowodzenie 62 dpanc przejął por. Włodzimierz Sieniuta, a szwadronem czołgów ppor. rez. Zygmunt Traczyński. 6 września dywizjon ubezpieczał brygadę od strony Gniezna, obsadzając w obronie przesmyk pomiędzy jeziorami koło Ślesina. Po przejściu brygady 7 września dołączył do niej koło Sompolna. 8 września wraz z Podolską BK przegrupował się do Chełmna, tam wraz z brygadą wszedł w skład Grupy Operacyjnej Kawalerii gen. bryg. Stanisława Grzmot-Skotnickiego. 
Udział w bitwie nad Bzurą
9 września z okolic Dąbia, Podolska Brygada Kawalerii wyruszyła do natarcia, wraz z nacierającymi w I rzucie pułkami, do natarcia przystąpił 62 dpanc. Szwadron czołgów został przydzielony do 14 puł., a szwadron samochodów pancernych do 6 pułku ułanów. Pluton samochodów pancernych wraz ze szwadronem ułanów z 6 puł. udzielił pomocy plutonowi kolarzy z 9 puł., który podczas rozpoznania okolic Dąbia wpadł w niemiecką zasadzkę. Wieczorem tego dnia szwadron samochodów pancernych walczył z powodzeniem w okolicach Uniejowa odpychając niemiecki pododdział z osi działania brygady. 10 września GOKaw. gen. Grzmota-Skotnickiego osiągnęła rubież Uniejów-Parzęcin. Tego dnia szwadron samochodów pancernych wziął udział w zatrzymaniu niemieckiego 350 pułku piechoty z 221 Dywizji Piechoty. Szwadron czołgów wspierał 14 puł., w walce o Wartkowice, tracąc 4 poległych, 2 rannych i kilka wozów bojowych. Pułk (a wraz z nim dywizjon) odniósł tego dnia ogromny sukces. Przecięto linie komunikacyjne i zaopatrzeniowe niemieckiego X Korpusu. W samych tylko Wartkowicach zdobyto 27 ciężarówek z żywnością, papierosami i amunicją. 1 pluton czołgów otrzymał takie zadanie: zablokować drogę na Poddębice i zatrzymać niemieckie wozy zaopatrzeniowe. Z kierunku Poddębic ciągle nadjeżdżały nowe niemieckie kolumny i wszystkie wpadały w ręce Polaków. Łącznie tego dnia zdobyto około 150-180 ciężarówek z amunicją i żywnością. Wieczorem dywizjon ześrodkował się we wsi Gostków koło Parzęczewa. 11 września wraz z pułkiem zbiorowym Pomorskiej Brygady Kawalerii, 62 dywizjon pancerny atakował tyły niemieckich oddziałów broniących Ozorkowa. W potyczce pod Orłą dywizjon stracił 2 zabitych, 6 rannych i 2 czołgi i samochód pancerny dowódcy dywizjonu. Wieczorem 62 dpanc ześrodkował się w miejscu koncentracji Podolskiej BK w okolicy Parzęczewa, przydzielono go jako wsparcie do 14 puł. 12 września wspierał natarcie 14 puł. na Krzepice, następnie zorganizował zasadzkę, w której zniszczył straż przednią niemieckiego oddziału wydzielonego 221 DP. Wieczorem został wycofany, odpoczywał i odtwarzał zdolność bojową w dworze Gawrony koło Łęczycy. 14 września wieczorem wraz z Podolską BK, 62 dpanc rozpoczął przegrupowanie w kierunku dolnej Bzury, podczas jazdy zatłoczonymi drogami, w nocy zagubił się II pluton, ze szwadronu czołgów. Dołączył on do 16 Dywizji Piechoty. 62 dywizjon dotarł do Bzury w okolicach Witkowic. 16 września szwadron czołgów przeprawił się przez Bzurę w bród, rzekę przeszło 7 czołgów TKS. Pozostałe pojazdy szwadronu samochodów pancernych, plutonu techniczno-gospodarczego z powodu braku możliwości przeprawienia się przez Bzurę, zniszczyły swój sprzęt i park pojazdów. 17 września resztki dywizjonu były bombardowane przez lotnictwo niemieckie. Z uwagi na brak paliwa i hałas silników, który demaskował przedzierające się przez Puszczę Kampinoską, oddziały i grupy w pobliżu linii i punktów oporu jednostek niemieckich, czołgi TKS zniszczono we wsi Polesie. Resztki spieszonego dywizjonu dotarły do Kazunia, a następnie do Warszawy i uczestniczyły w obronie stolicy. II pluton szwadronu czołgów rozpoznawczych, otrzymał 16 września rozkaz nawiązania łączności z Grupą Operacyjną gen. bryg. Edmunda Knoll-Kownackiego. Podczas poszukiwań kontaktu, pod wsią Różyce niedaleko Kiernozi, pluton czołgów rozpoznawczych starł się z kompanią 2 pułku pancernego 1 Dywizji Pancernej. W jej wyniku stracił wszystkie czołgi i przestał istnieć.

## Organizacja i obsada personalna
- dowódca – kpt. br. panc. Zygmunt Brodowski (4 IX chory opuścił dywizjon, ranny 5 IX), por. Włodzimierz Sieniuta
- adiutant – por. br. panc. Włodzimierz Seniuta (od 4 IX dowódca dywizjonu, ranny 10 IX pod Wartkowicami)

szwadron czołgów rozpoznawczych nr 62 (13 czołgów TKS)
- dowódca – por. br. panc. Stanisław Niemczycki
- dowódca 1 plutonu – ppor. rez. Jan Czarnecki[7]
- dowódca 2 plutonu – ppor. rez. Józef Wójcicki

szwadron samochodów pancernych nr 62 (7 samochodów pancernych wzór 1934-II)
- dowódca – por. Jan Tabaczyński (ranny 5 IX pod Sławoszewkiem), ppor. rez. Zygmunt Traczyński
- dowódca 1 plutonu – ppor. rez. Emil Podhorski (zginął 1 IX)
- dowódca 2 plutonu – ppor. rez. Zygmunt Traczyński (od 5 IX dowódca szwadronu)
- szef szwadronu – sierż. Pyda (zginął 1 IX)

pluton techniczno-gospodarczy
- dowódca – por. br. panc. Antoni Dzięciołowski